# 渡邉啓太
渡邉 啓太（わたなべ けいた、1993年9月13日 - ）は、福島県いわき市出身の元プロ野球選手（投手）。右投右打。

## 経歴

### プロ入り前
小学校から常磐軟式野球スポーツ少年団で軟式野球を始め、4年生の時に捕手から投手に転向した。中学校ではいわき東ボーイズに所属した。
福島県立いわき光洋高等学校では1年秋から控え投手としてベンチ入り。2011年に発生した東日本大震災で被災し、1カ月以上にわたり高校に通えず、その後も放射能の問題で練習時間が限られるなど苦労を強いられる。厳しい環境を乗り越え、３年夏の福島大会ではエース兼二塁手としてチームの中心を担いベスト4入りに貢献したが、甲子園出場はならなかった。
神奈川工科大学創造工学部ロボット・メカトロニクス学科に一般受験で入学し、1年春から神奈川大学リーグ戦に出場。2年秋からエース格となり、4勝を挙げベストプレーヤー賞を受賞。4年秋には5勝0敗、防御率1.43の成績を残し、最優秀投手賞を獲得した。大学通算16勝。
大学卒業後は、NTT東日本野球部に入部。1年目から都市対抗野球に出場し、2試合に登板して無失点。同年8月に行われたワールド・ベースボール・チャレンジの社会人日本代表にも選出される。このときの代表メンバーに、のちに千葉ロッテでチームメートとなる土肥星也、菅野剛士の名もあった。
2年目にも都市対抗野球に出場。決勝の日本通運戦で救援し3回無失点で胴上げ投手となるなど、チームの優勝に貢献した。
2017年10月26日に行われたドラフト会議で千葉ロッテマリーンズから5位指名を受け、11月17日に仮契約を結んだ。

### プロ入り後
2018年、5月17日オリックス・バファローズ戦で先発としてプロ初登板を果たす。5回3失点で勝敗はつかなかった。2度目の先発となった5月24日の北海道日本ハムファイターズ戦では、あとアウト1つ取れれば勝ち投手の権利を得られる場面で中田翔に逆転2点本塁打を浴びた。この年は6試合に登板し0勝1敗、防御率は4.82だった。
2019年は右肘を痛めた影響もあり一軍での登板はなかった。10月10日に横浜市内の病院で右ひじ関節鏡視下クリーニング手術を行った。
2020年も一軍登板がなく、11月6日に球団から戦力外通告を受けた。同年12月26日、現役を引退し、一軍打撃投手兼用具補佐に就任することが発表された。

## 選手としての特徴
直球の最速は145 km/h、変化球はフォーク、カットボール、スライダー、ツーシーム、チェンジアップを投げ分け、低めに制球し大崩れしない投球が持ち味。
好きな食べ物は焼き肉、嫌いな食べ物はパプリカ。

## 詳細情報

### 年度別投手成績
| 年 度    | 球 団    | 登 板 | 先 発 | 完 投 | 完 封 | 無 四 球 | 勝 利 | 敗 戦 | セ 丨 ブ | ホ 丨 ル ド | 勝 率 | 打 者 | 投 球 回 | 被 安 打 | 被 本 塁 打 | 与 四 球 | 敬 遠 | 与 死 球 | 奪 三 振 | 暴 投 | ボ 丨 ク | 失 点 | 自 責 点 | 防 御 率 | W H I P |
| -------- | -------- | ----- | ----- | ----- | ----- | -------- | ----- | ----- | -------- | ----------- | ----- | ----- | -------- | -------- | ----------- | -------- | ----- | -------- | -------- | ----- | -------- | ----- | -------- | -------- | ------- |
| 2018     | ロッテ   | 6     | 6     | 0     | 0     | 0        | 0     | 1     | 0        | 0           | .000  | 129   | 28.0     | 37       | 2           | 10       | 0     | 0        | 12       | 2     | 0        | 18    | 15       | 4.82     | 1.68    |
| NPB：1年 | NPB：1年 | 6     | 6     | 0     | 0     | 0        | 0     | 1     | 0        | 0           | .000  | 129   | 28.0     | 37       | 2           | 10       | 0     | 0        | 12       | 2     | 0        | 18    | 15       | 4.82     | 1.68    |

### 年度別守備成績
| 年 度 | 球 団  | 投手  | 投手  | 投手  | 投手  | 投手  | 投手     |
| 年 度 | 球 団  | 試 合 | 刺 殺 | 補 殺 | 失 策 | 併 殺 | 守 備 率 |
| ----- | ------ | ----- | ----- | ----- | ----- | ----- | -------- |
| 2018  | ロッテ | 6     | 2     | 9     | 1     | 1     | .917     |
| 通算  | 通算   | 6     | 2     | 9     | 1     | 1     | .917     |

### 記録
初記録
投手記録
- 初登板・初先発：2018年5月17日、対オリックス・バファローズ8回戦（ZOZOマリンスタジアム）、5回3失点（自責1）で勝敗つかず
- 初奪三振：同上、2回表に安達了一から空振り三振

打撃記録
- 初打席：2018年5月31日、対東京ヤクルトスワローズ3回戦（明治神宮野球場）、2回表に山中浩史から空振り三振
- 初安打：2018年6月7日、対中日ドラゴンズ3回戦（ナゴヤドーム）、2回表に吉見一起から遊撃内野安打

### 背番号
- 35（2018年 - 2020年）
- 114（2021年 - ）

### 登場曲
- 「This Is Me」THE GREATEST SHOWMAN（2018年 - ）